# Assedio di Vasto
L'assedio di Vasto è stato un evento bellico del 1464-1465, svoltosi a Vasto, nel Regno di Napoli, che vide contrapposti l'esercito caldoresco, capitanato da Antonio Caldora, e l'esercito napoletano, guidato dal re Ferrante d'Aragona.

## Antefatti
Il 4 febbraio 1459 Ferrante d'Aragona salì sul trono del Regno di Napoli, succedendo al padre Alfonso. Il nuovo sovrano cominciò da subito una politica volta a contrastare i baroni ribelli che parteggiavano per il rivale Giovanni d'Angiò-Valois, deciso a tentare la riconquista del trono napoletano, perduto dal padre Renato. Ferrante fu inizialmente sconfitto dagli Angioini e dai baroni ribelli nelle battaglie di Sarno e del Tordino rispettivamente del 7 e 22 luglio 1460, fortunatamente per lui non decisive per le sorti del Regno. Le sorti della guerra si capovolsero a favore di Ferrante il 18 agosto 1462 con la battaglia di Troia, dove il sovrano riuscì ad infliggere una dura sconfitta agli avversari. Dopo tale scontro la schiera di nemici di Ferrante andò via via disgregandosi: nel settembre 1463 il principe di Rossano Marino Marzano fu assediato e catturato a Sessa Aurunca, mentre il 15 novembre nel castello di Altamura fu strangolato da un sicario del re il principe di Taranto Giovanni Antonio Orsini del Balzo, privando così il Regno di Napoli del suo più potente feudatario. Rimaneva – tra gli altri – da conquistare l'isola d'Ischia, in cui si era rifugiato Giovanni d'Angiò-Valois, il quale, vistosi ormai isolato e sconfitto, nella primavera del 1465 farà ritorno definitivo in Provenza. Tra i baroni ribelli che avevano sostenuto Giovanni nelle battaglie era rimasto da sconfiggere Antonio Caldora, in precedenza duca di Bari e marchese di Vasto. In particolare, Ferrante si era prefissato di estinguere la supremazia della sua famiglia, che con Jacopo Caldora era stata protagonista nell'ostacolare l'avanzata degli Aragonesi durante la loro guerra di conquista del Regno di Napoli. Antonio Caldora, dal suo canto, era reduce dalla sconfitta subita ventidue anni prima, il 28 giugno 1442, nella battaglia di Sessano per mano di Alfonso, con la quale si era visto da lui confermare tutti i propri feudi ad eccezione di quelli che erano stati conquistati dal padre Jacopo, che furono donati dal precedente sovrano ai condottieri a lui più fedeli, e stava cercando pian piano di ricostituire lo Stato feudale perduto, contando in un primo momento sull'appoggio di Jacopo Piccinino e del duca di Milano Francesco Sforza, col quale era stato imparentato. Antonio aveva inoltre perso improvvisamente lo zio Raimondo Caldora, fratello minore del padre, morto di peste il 20 dicembre 1449, il quale svolgeva per lui un importante lavoro di mediazione tra le due opposte fazioni, e si era rimpossessato del feudo di Vasto, approfittando di un'assenza del neo marchese Iñigo di Guevara. I Caldora, saputo della cattura del principe di Rossano e consapevoli di non avere molte speranze, si erano rifugiati nei loro castelli di Archi, Civitaluparella, Trivento e Vasto, preferendo gestire da lì le operazioni militari e le eventuali trattative diplomatiche con il sovrano e volendo, a detta dell'ambasciatore Tommaso Tebaldi, «che questi quatro luochi siano le sepulture de loro quatro». Verso la fine del mese di giugno 1464 il re iniziò la spedizione in Abruzzo e in Molise contro i Caldora, forte di un esercito di 40 squadre di cavalieri che sarebbero poi giunte a più di 80 grazie agli aiuti di Alessandro Sforza, Matteo di Capua, Roberto Orsini e Troiano Caracciolo, contro le 15 rimaste sotto il comando di Antonio Caldora. Al 16 luglio erano rimasti in mano ai Caldora soltanto 9 feudi sui 70 totali di partenza (Anversa degli Abruzzi, Campo di Giove, Cansano, Civitaluparella, Monteodorisio, Pacentro, Palena, Pescocostanzo e Vasto), che arrivarono a 5 (Civitaluparella, Monteodorisio, Pacentro, Palena e Vasto) al 25 luglio.

## L'assedio

### Primo attacco
Nel mese di agosto il re Ferrante d'Aragona con il suo esercito cinse d'assedio il castello Caldoresco di Vasto in corrispondenza della zona in cui sorgono piazza Gabriele Rossetti e corso Giuseppe Garibaldi. L'accampamento fu invece posto in una zona all'epoca denominata Colle di Cona San Giacomo, in cui vi è il cimitero cittadino. Antonio Caldora però era rimasto a Civitaluparella con la sua terza moglie Margherita di Lagnì, la nuora Chiara Camponeschi, il figlio Raimondo Caldora, le figlie e il nipote Jacopo/Giacomo Caldora, figlio di suo fratello Berlingiero, a quel tempo già deceduto, ed aveva lasciato a difesa di Vasto Raniero di Lagnì, fratello della moglie, con il figlio Restaino Caldora. L'esercito del re, benché di gran lunga numericamente superiore alle forze militari di cui disponeva il Caldora, a causa delle colubrine, dei cannoni, delle bocche da fuoco e degli altri pezzi di artiglieria del castello Caldoresco, subì enormi danni e molte perdite, con molti soldati che al termine dello scontro rimasero stroppiati. Dopo tre mesi il re fu quindi costretto a far ritorno a Napoli per ottenere rinforzi, lasciando il tenente Giacomo Carafa della Spina col rimanente esercito a continuare l'assedio, non prima di aver fatto occupare dai suoi soldati i feudi circostanti, così da impedire il vettovagliamento e sperare di prendere la città per fame.

### Secondo attacco
Nei giorni che seguirono, di notte Antonio Caldora marciò da Civitaluparella a Vasto per portare rinforzi ai suoi. Antonio Caldora, constatato lo stremo della popolazione locale a causa della fame, decise di mandare il figlio Restaino a Napoli per parteggiare con il sovrano, dove arrivò l'11 aprile 1465. I cittadini di Vasto, in particolare Pietro, Tommaso e Francesco, tre fratelli della famiglia Santi, una famiglia assai potente in città, preoccupati per le conseguenze di questa ribellione verso il sovrano, si accordarono col tenente Giacomo Carafa della Spina; il 22 aprile con una rivolta popolare catturarono Antonio Caldora e glielo consegnarono, aprendo così le porte della città ai soldati del re. Infine il capitano Alfonso d'Avalos durante la perquisizione del castello vi trovò un tesoro del valore complessivo di 30 000 ducati.

## Conseguenze
Saputo della cattura, il re Ferrante d'Aragona diede ad Antonio Caldora una punizione esemplare: gli confiscò tutti i propri feudi e lo tenne prigioniero. Trasferito come prigioniero prima ad Aversa e poi a Napoli, Antonio Caldora venne liberato per intercessione del figlio Restaino e del duca di Milano Francesco Sforza, con la promessa di restare in città in cambio dell'ottenimento da parte del sovrano di una pensione per il mantenimento della propria famiglia. Antonio Caldora, dopo cinque anni, non riuscendo a sopportare più tale condizione, con la scusa di curarsi, si recò con la moglie e la progenie a Baia e subito dopo si imbarcò a Pozzuoli, uscendo così dai confini del Regno di Napoli. Temendo la reazione del re, si rifugiò, nell'ordine, a Roma, Viterbo, Fermo e infine a Jesi, dove morì nel 1477 in povertà nella casa di un ex soldato di suo padre. Dopo la morte del marito, Margherita di Lagnì fece ritorno a Napoli, dove ottenne tramite il fratello Raniero il perdono del sovrano, la nomina di dama di compagnia di sua nipote Isabella d'Aragona e la retribuzione dei figli maschi per le successive imprese militari. Ciononostante, tale evento bellico segnò la definitiva fine della supremazia della famiglia Caldora nel Regno di Napoli, declino che aveva avuto inizio già al termine della battaglia di Sessano, ed è destinato ad essere una delle tappe principali di quella che sarà poi nota come congiura dei baroni. L'immenso Stato feudale dei Caldora fu disgregato ed i feudi ridistribuiti tra i personaggi di corte vicini al sovrano e a nulla valsero i ripetuti tentativi di riconquista dei feudi da parte dei figli di Antonio e dei loro discendenti.